# Iōannīs Raisīs
Iōannīs Raisīs (in greco Ιωάννης Ραΐσης?; fl. XX secolo) è stato uno schermidore greco, vincitore di una medaglia d'argento ed una di bronzo nella scherma ai giochi intermedi di Atene del 1906 (non riconosciuti dal CIO).